# اچ‌ام‌اس مرکوری (۱۸۷۸)
اچ‌ام‌اس مرکوری (۱۸۷۸) (به انگلیسی: HMS Mercury (1878)) یک کشتی بود که طول آن ۳۰۰ فوت (۹۱ متر) بود. این کشتی در سال ۱۸۷۸ ساخته شد.